# Кфар-Сава

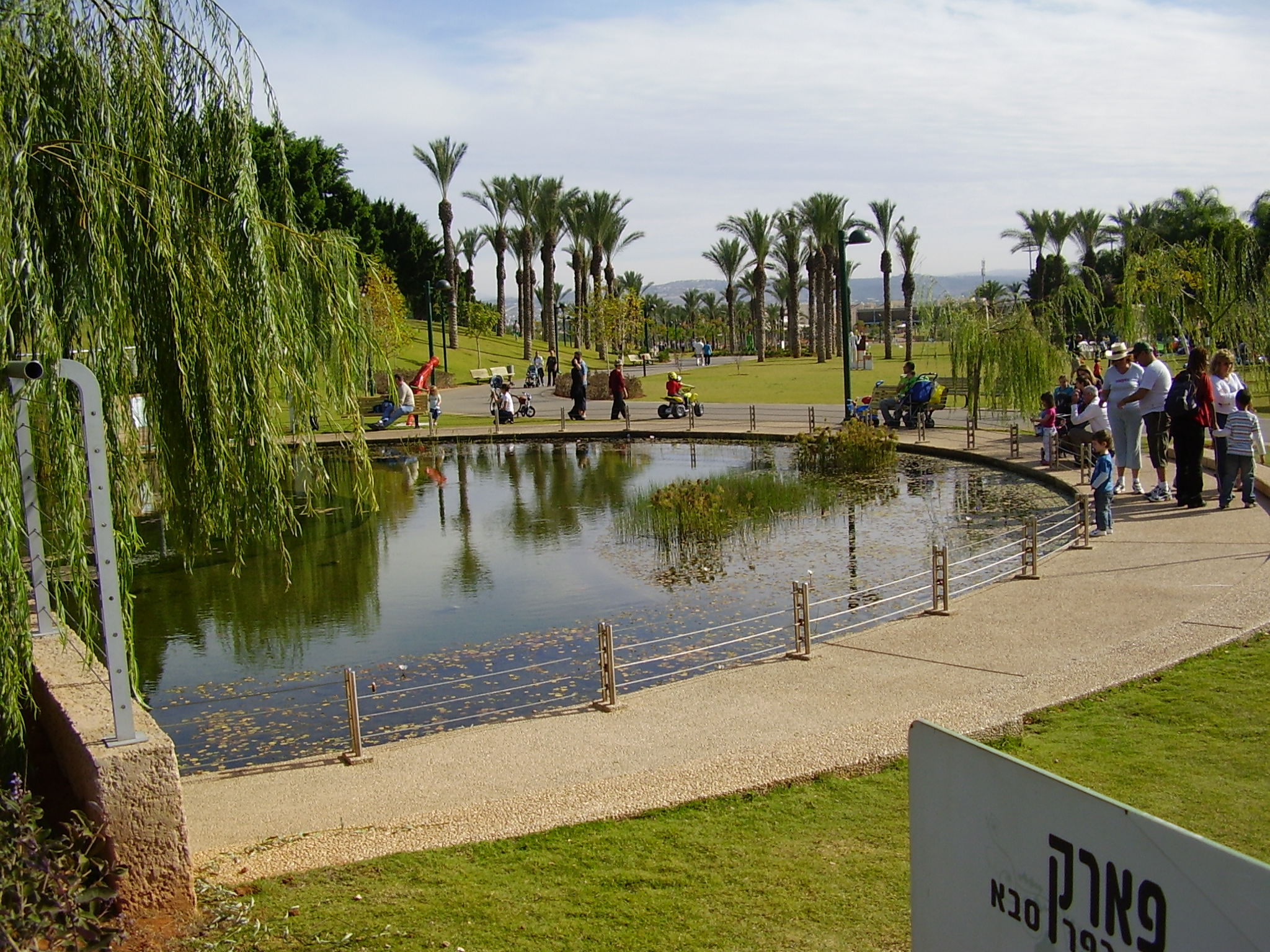
Экологический бассейн в парке Кфар-Саба.

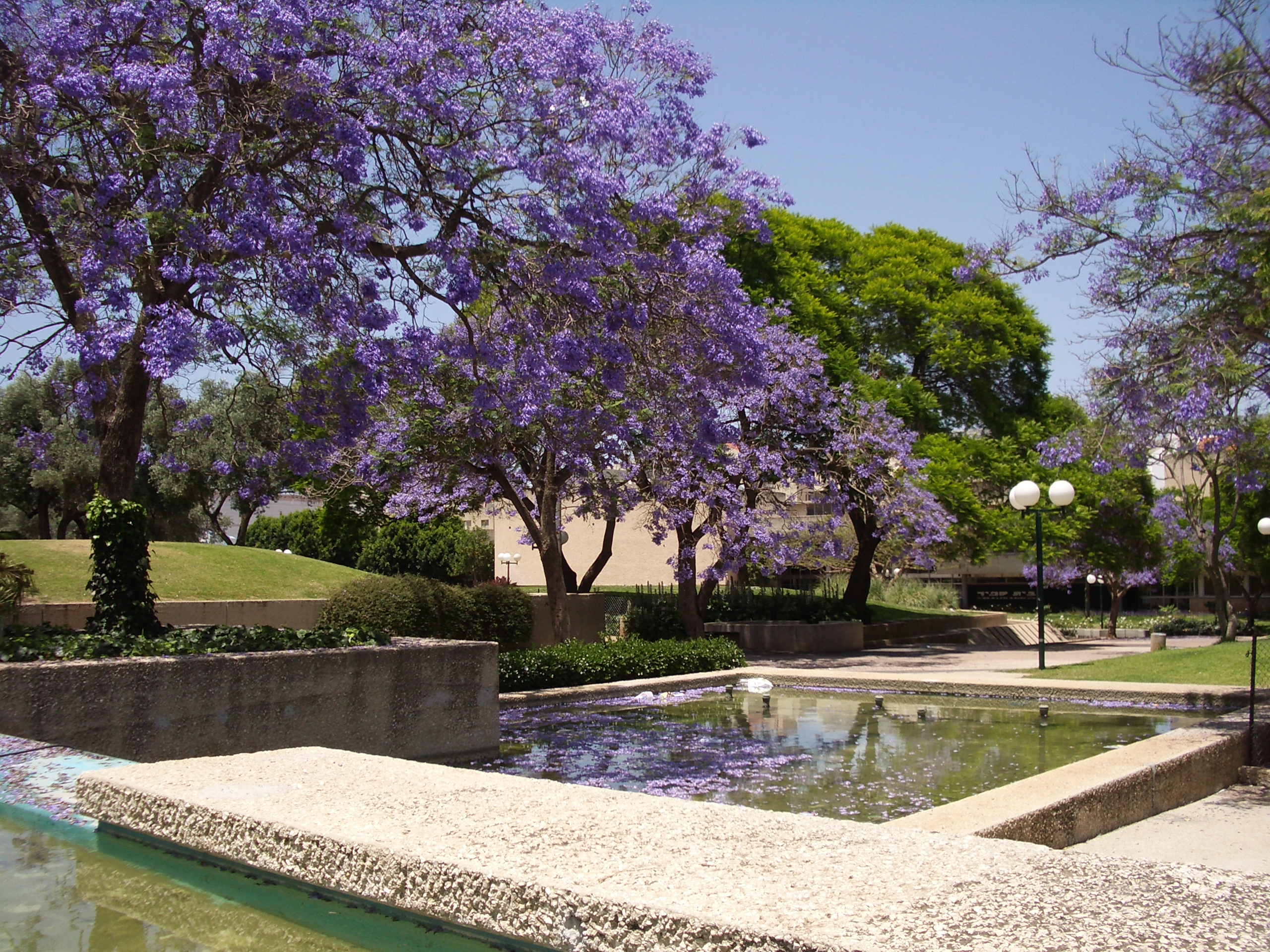
Кфар-Сава, весна в центре города.

Кфар-Сава́ (в просторечии также Кфар-Са́ба; ивр. כְּפַר סָבָא‎) — город в Израиле, находится в Центральном округе. В разговорной речи название обычно произносится «Кфар-Са́ба» (дословно — «дедушкина деревня»), с другими ударением и произношением буквы ב‎ («бет»); это произношение даже повлияло на написание адреса официального муниципального сайта города.

## Географическое положение
Кфар-Сава — город в южной части долины Шарон, расположенный примерно в 10 км к северу от Петах-Тиквы и 15 км от Тель-Авива.

## История
«Кфар-Сава» упоминается Иосифом Флавием как древнее еврейское название расположенного здесь в его время (I век н. э.) эллинизированного города.
Уровень жизни в Кфар-Саве выше среднего по стране, большие массивы сохранившихся и поныне плантаций и садов придают Кфар-Саве облик города-сада. На восточной окраине города выросла крупная индустриальная зона и густонаселённые жилые кварталы.
Две железнодорожные станции.

## Население
По данным Центрального статистического бюро Израиля, население на начало 2020 года составляло 101 432 человека.
Большинство (96,1 %) составляют евреи. Около 14 % населения — репатрианты из бывшего СССР.
Возрастной состав:
| Возрастная группа | %% в населении |
| ----------------- | -------------- |
| 0-4               | 7.1            |
| 5-9               | 6.7            |
| 10-14             | 7.5            |
| 15-19             | 7.5            |
| 20-29             | 16.3           |
| 30-44             | 18.0           |
| 45-59             | 20.8           |
| 60-64             | 3.3            |
| старше 65         | 11.7           |

## Известные уроженцы, жители
Лиор Энгельман — израильский писатель и раввин.
Эден Голан — израильская певица, представительница страны на Евровидении-2024.

## Экономика
В промышленных зонах Кфар-Савы расположено множество предприятий различного профиля. Здесь есть текстильные предприятия, завод, выпускающий медицинское оборудование, фармацевтическая фабрика «Тева», предприятия резиновых изделий, металлообработки, производства сельхозоборудования. В городе есть несколько крупных торговых центров.
Северо-восточнее города найдено месторождение, содержащее, по оценкам специалистов, 980 млн баррелей нефти, однако из-за большой глубины залегания (свыше 4 км) и сложных горно-геологических условий его разработка в настоящее время признана экономически нецелесообразной.

## Спорт
В городе базируется хоккейная команда «Хорсез Кфар-Сава».

## Здравоохранение
Жители имеют возможность получать медицинское обслуживание в больнице «Меир», которая находится на улице Черниховски.

## Города-побратимы
- Делфт, Нидерланды, 1968
- Висбаден, Германия, 1979
- Мюльхайм-ан-дер-Рур, Германия, 1979
- Сан-Хосе, Коста-Рика, 1995
- Бейт-Джан, Израиль, 2006